# Res extra commercium
Res extra commercium (übersetzt: Sache(n) außerhalb des Geschäftsverkehrs) sind Sachen, die als Staatsvermögen dem Privatrechtsverkehr entzogen sind. Sie können nicht Gegenstand von dinglichen Rechten und Verfügungen sein und sind nach modernem Sprachgebrauch nicht verkehrsfähig. Gegenstück sind die res in commercio.
Die Wurzeln liegen im römischen Recht. Aufgeteilt für die verschiedenen Lebensbereiche unterfielen der sachenrechtlichen Sondereinteilung die „res divini iuris“ (den Göttern geweihte Gegenstände), die „res publicae“ (Sachen im Gemeingebrauch wie Straßen, Theater, Plätze) und die „res communes omnium“ (allen gemeinsam gehörende Sachen wie die (Atem-)Luft, fließendes Wasser in Flüssen oder das Meer samt Strand). Seit alters her unterliegt auch der Leichnam keinen Eigentumsrechten.
Vornehmlich für die res divini iuris standen die „res sacrae“, allein kirchlichen Widmungszwecken unterliegende Gegenstände, die durch Konsekration übertragen wurden. Statt Veräußerung (Verkauf, Vindikation oder Ersitzung) stand hier die Zuführung profaner Sachen für heilige Zwecke durch (Um-)Widmung. Beispiele dafür waren Altäre, Tempel, Standbilder und Grabstätten.
In vielen Rechtsordnungen – jedoch nicht im Recht der Vereinigten Staaten – werden Kulturgüter dem Handelsverkehr entzogen und können nur auf dem Schwarzmarkt gehandelt werden.
Der Erwerb von Hoheitsrechten an Teilen des Weltraums, am Mond und an anderen Himmelskörpern ist nach dem Weltraumvertrag (WRV) von 1967 ausgeschlossen (Art. II WRV), ebenso die Begründung von Eigentumsrechten an der offenen See. Diesen Grundsatz hatte Hugo Grotius bereits 1609 in seinem Werk Mare Liberum begründet. Auch der Handel mit Organen oder Geweben, die einer Heilbehandlung dienen, ist grundsätzlich verboten (§ 17 TPG).